# Towarzystwo Szkół Twórczych
Niektóre z zamieszczonych tu informacji wymagają weryfikacji.
Dokładniejsze informacje o tym, co należy poprawić, być może znajdują się w dyskusji tego artykułu.
 Po wyeliminowaniu niedoskonałości należy usunąć szablon {{Dopracować}} z tego artykułu.
Towarzystwo Szkół Twórczych – oddolny ruch oświatowy o charakterze reformatorskim.
Został zintegrowany na początku lat 80. przez Danutę Nakoneczną wokół jej autorskiej szkoły, LX LO w Warszawie, współtworzony w 1983 roku przez 11 liceów z całej Polski.
Szkoły TST zajmują czołowe miejsca w ogólnokrajowych rankingach edukacyjnych.
Z przyznawanych co roku medali i wyróżnień na krajowych i międzynarodowych olimpiadach przedmiotowych oraz konkursach, uczniowie stowarzyszonych szkół otrzymują około 60% nagród.
Głównym celem działalności TST jest rozwijanie współpracy szkół w zakresie doskonalenia procesów nauczania i wychowania.
TST współpracuje też z powstałymi później Stowarzyszeniem Szkół Aktywnych oraz Stowarzyszeniem Nauczycieli Olimpijskich. Wspólnie stworzyły Federację Stowarzyszeń.
Przy Towarzystwie Szkół Twórczych działają według własnych statutów: Rada Rodziców i Rada Uczniowska.

## Przedsięwzięcia TST
- obozy naukowe;
- obozy ekologiczne;
- obozy humanistyczne w Łomży;
- Festiwal Szkolnych Teatrów Obcojęzycznych w Rzeszowie
- Ogólnopolska Biesiada Poetycka;
- turnieje koszykówki dziewcząt i chłopców ze szkół zrzeszonych;
- ogólnopolskie konkursy (matematyczne, przyrodnicze) dla gimnazjów przy liceach TST;
- wspólne konferencje samorządowe[1]

## 30 lat TST
14 grudnia 2013 w Zespole Szkół nr 51 im. Ignacego Domeyki obchodzono 30-lecie działalności TST. Relacja telewizji szkolnej IgnaśTV

## Cele statutowe
Celem TST jest:
1. Tworzenie instytucjonalnych form współpracy i wymiany doświadczeń pomiędzy szkołami, nauczycielami, uczniami i rodzicami w aspekcie podnoszenia rangi i pozycji publicznych liceów ogólnokształcących, gimnazjów i szkół podstawowych.
2. Upowszechnianie wśród członków Towarzystwa, a także pozostałych szkół w kraju idei nowatorstwa pedagogicznego. Pobudzenie pedagogów do twórczej, zaangażowanej pracy, zdobywania stopni awansu zawodowego, podnoszenia rangi i pozycji społecznej nauczyciela.
3. Wzmacnianie podstaw organizacyjno-ekonomicznych oraz prawnych dla wszelkich inicjatyw pedagogicznych, a w szczególności:
a. tworzenia szkół i klas autorskich, dążących do jak najpełniejszego rozwoju osobowości wychowanków,

b. wypracowywania skutecznych metod i form doskonalenia zawodowego nauczycieli,

c. otaczania zindywidualizowaną opieką uczniów mających okresowe trudności w uczeniu się,

d. wykrywania i wspomagania w rozwoju szczególnie uzdolnionych,

e. gromadzenia i upowszechniania wiedzy o pracy wybitnych nauczycieli i szkół.
 

## Licea należące do TST
- I Liceum Ogólnokształcące im. Adama Mickiewicza w Białymstoku
- I Liceum Ogólnokształcące im. Władysława Broniewskiego w Bolesławcu
- VI Liceum Ogólnokształcące im. Jana i Jędrzeja Śniadeckich w Bydgoszczy
- II Liceum Ogólnokształcące im. Romualda Traugutta w Częstochowie
- III Liceum Ogólnokształcące im. Marynarki Wojennej w Gdyni
- I Liceum Ogólnokształcące im. Jana Kasprowicza w Inowrocławiu
- IV Liceum Ogólnokształcące w Kielcach
- I Liceum Ogólnokształcące im. Stanisława Dubois w Koszalinie
- I Liceum Ogólnokształcące im. Bartłomieja Nowodworskiego w Krakowie
- II Liceum Ogólnokształcące im. Króla Jana III Sobieskiego w Krakowie
- I Liceum Ogólnokształcące im. Tadeusza Kościuszki w Legnicy
- I Liceum Ogólnokształcące w Lesznie
- XXVI Liceum Ogólnokształcące im. Krzysztofa Kamila Baczyńskiego w Łodzi
- I Liceum Ogólnokształcące im. Tadeusza Kościuszki w Łomży
- III Publiczne Liceum Ogólnokształcące im. Marii Skłodowskiej-Curie w Opolu
- I Liceum Ogólnokształcące im. Stanisława Staszica w Ostrowcu Świętokrzyskim
- I Liceum Ogólnokształcące im. Henryka Sienkiewicza w Płońsku
- Liceum Ogólnokształcące im. Marszałka Stanisława Małachowskiego w Płocku
- I Liceum Ogólnokształcące im. A. J. ks. Czartoryskiego w Puławach
- VI Liceum Ogólnokształcące im. Jana Kochanowskiego w Radomiu
- I Liceum Ogólnokształcące im. Powstańców Śląskich w Rybniku
- I Liceum Ogólnokształcące im. ks. Stanisława Konarskiego w Rzeszowie
- I Liceum Ogólnokształcące im. Adama Patkowskiego w Sandomierzu
- I Liceum Ogólnokształcące im. Fryderyka Chopina w Sochaczewie
- IV Liceum Ogólnokształcące im. Stanisława Staszica w Sosnowcu
- XIII Liceum Ogólnokształcące w Szczecinie
- VIII Liceum Ogólnokształcące im. Władysława IV w Warszawie
- LXIV Liceum Ogólnokształcące im. Stanisława Ignacego Witkiewicza w Warszawie
- CXXII Liceum Ogólnokształcące im. Ignacego Domeyki w Warszawie
- XIV Liceum Ogólnokształcące im. Polonii Belgijskiej we Wrocławiu
- I Liceum Ogólnokształcące im. Edwarda Dembowskiego w Zielonej Górze